# BBC Сінгерс
BBC Сігнерс (англ. BBC Singers, укр. Співаки BBC) – британський камерний хор, професійний вокальний радіоансабмль у складі BBC з 1927 року.

## Історія
У 1924 році BBC найняла Стэнфорда Робінсона на посаду хормейстра. Він сформував хор, відомий як «Радіохор» (англ. «Wireless Chorus»), що згодом перетворився на професійний хор.
У 1927 році BBC створює октет під назвою «Радіоспіваки»(англ. «Wireless Singers») із артистів Радіохору — для виступів, де було потрібно менше співаків. У 1934 році колектив отримує назву «Співаки BBC». У 1964 році був перейменований у «Хор BBC», а в 1971 році повернувся до назви «Співаки BBC».

## Діяльність
Сьогодні BBC Сінгерс — один з шести основних радіоансамблів BBC, хор базується у комплексі звукозапису Мейда Вейл Студіос в Лондоні. BBC Singers дають концерти, беруть участь в радіопередачах, здійснюють фондові радіозаписи. Хор часто виступає разом з іншими радіоансамблями BBC, такими як Симфонічний оркестр BBC, і є постійним гостем Променадних концертів BBC.
Хор BBC Сігнерс регулярно виступає з провідними міжнародними оркестрами і диригентами, а також супроводжує державні заходи, такі як прощання з Діаною, принцесою Уельською в Вестмінстерському абатстві.